# Merremia guerichii
Merremia guerichii es una especie de planta trepadora perteneciente a la familia Convolvulaceae. 

## Descripción
Es una planta perenne sufrútice. Tiene tallos varios de un rizoma leñoso, firme para nervudo, los jóvenes tallos son erectos a menudo, los más viejos a menudo se postran, alcanzan un tamaño de hasta 1,5 m de largo. Las hojas herbáceas, ovado-orbiculares a grandes rasgos, profundamente 3-5-palmatolobuladas, por lo general casi glabras con sólo unos pocos pelos setosos sobre el nervio medio y principales venas hacia la base, de 10-50 mm de largo y de ancho; lóbulos lirados a pinnatífidos o gruesos y de forma aguda dentados; setoso peciolo, 5-30 mm de largo. Flores solitarias o en cimas de dos flores; pedúnculos más delgados pero firmes, casi teretes, de 5-40 mm de largo.

## Distribución
Se distribuye por Namibia donde crece en pisos de arena, grava o piedra, pendientes y en lechos de ríos. 

## Taxonomía
Merremia guerichii fue descrita por Adrianus Dirk Jacob Meeuse y publicado en Bothalia vii. 415 (1960).
Etimología
Merremia: nombre genérico que fue otorgado en honor del naturalista alemán Blasius Merrem (1761 - 1824).
guerichii: epíteto
Sinonimia
- Merremia guerichiana Engl. ex Hallier f.	[4][5]